# Écaillon
Écaillon település Franciaországban, Nord megyében. Lakosainak száma 1883 fő (2022. január 1.). Écaillon Pecquencourt, Auberchicourt, Bruille-lez-Marchiennes és Masny községekkel határos.

## Népesség
A település népességének változása:
| Lakosok száma | 1968 | 1949 | 1958 | 1937 | 1936 | 1963 | 1936 | 1910 | 1883 |
|               | 2013 | 2015 | 2016 | 2017 | 2018 | 2019 | 2020 | 2021 | 2022 |